# Tetrametilsilan
Tetrametilsilanul  (abreviat TMS) este un compus organosilicic cu formula chimică Si(CH3)4 și este cel mai simplu tetraorganosilan. Are structură tetraedrică și este un compus important în chimia organometalică.

## Obținere
Tetrametilsilanul este un produs secundar în reacția de obținere a clorosilanilor, compuși cu formula generală SiClx(CH3)4−x, care are loc între clorură de metil și siliciu. Produșii principali sunt cei în care x = 1 (clorură de trimetilsilil), 2 (dimetildiclorosilan) și 3 (metiltriclorosilan).

## Proprietăți
TMS suferă deprotonare prin tratare cu butillitiu și formează trimetilsilil-metillitiu, (H3C)3SiCH2Li, care este un agent de alchilare compun.